# Conséquences sécuritaires en France des attentats du 13 novembre 2015
Pour un article plus général, voir Attentats du 13 novembre 2015 en France.
Les attentats du 13 novembre 2015 en France, à Paris et Saint-Denis, revendiqués par l'organisation terroriste État islamique (dite « Daech ») ont différentes conséquences sécuritaires sur le territoire national : décret d'état d'urgence suivi d'une nouvelle loi de prolongation de cet état modifiant plusieurs dispositions de la loi de 1955, renforcement de la sécurité des transports, des sites industriels ou d'approvisionnement en eau, renforcement des moyens de sécurité publique.
À la suite des attentats, les niveaux Vigipirate restent inchangés : alerte attentat en Île-de-France et vigilance renforcée sur le reste du territoire national, mais de nouvelles instructions sont données, tant en ce qui concerne les sorties occasionnelles et voyages scolaires que la sécurité des écoles, collèges et lycées ou les rassemblements et manifestations diverses.
L'état d'urgence est décrété par le chef du gouvernement le 14 novembre 2015 et est prolongé de trois mois au-delà des 12 jours légaux définis par la loi de 1955, soit jusqu’au 26 février 2016. La loi de prorogation contient diverses dispositions modifiant les modalités d’intervention des forces de l’ordre et judiciaires pendant cet état d’urgence. Certaines de ces nouvelles dispositions peuvent être jugées non compatibles avec la Constitution ce qui conduit le gouvernement à réviser celle-ci, en instaurant en particulier un « régime civil de crise ». Une incompatibilité peut aussi être relevée avec la Convention européenne des droits de l'homme, raison pour laquelle le gouvernement demande au Conseil de l'Europe une dérogation, dans les conditions prévues par l’article 15 de la Convention (CEDH) le 24 novembre 2015.
La sécurité des transports, des sites industriels ou d'approvisionnement en eau est également renforcée. Enfin les moyens des forces de sécurité publique sont aussi renforcés.

## Plan Vigipirate
Le plan Vigipirate est destiné à signifier la vigilance de la nation face à la menace terroriste et, en cas de nécessité, la mise en alerte du pays dans une situation de menace avérée ou d’attentat réalisé. Composé à partir de 2003 de quatre niveaux d'alerte répertoriés par couleur (jaune, orange, rouge et écarlate), le dispositif, qui se trouvait continuellement en alerte rouge depuis les attentats de Londres en 2005, est refondu en 2014. Il ne comporte désormais plus que deux niveaux : « vigilance » et « alerte attentat »,.
Créé en avril 2014 par le ministère de l’Intérieur, le Numéro Vert «stop djihadisme» a vu sa pertinence confirmée avec 11 000 appels, puis 22 000 la deuxième, dont 630 le 16 novembre 2015 dans la foulée des attentats de Paris et Saint-Denis, aboutissent à 22 «signalements pertinents». Le traitement des appels a permis en deux ans 5 475 signalements de profils très divers : 18 % concernent des mineurs, 28 % des femmes, 36 % des convertis.

### Situation antérieure aux attentats
Le niveau du dispositif est relevé de « vigilance » à son niveau maximum, « alerte attentat », pour toute l'Île-de-France le 7 janvier 2015 après l'attentat contre Charlie Hebdo. Le reste de la France reste au niveau vigilance, mais à la suite de l'Attentat de Saint-Quentin-Fallavier perpétré par Yassin Salhi le 26 juin 2015 et aux explosions survenues en juillet 2015 sur le complexe pétrochimique de l'étang de Berre, tous les sites industriels sensibles sont montés au niveau vigilance renforcée. En septembre 2015 ce niveau de vigilance renforcée est étendu à l'ensemble des lieux publics et aux transports sur le territoire national.

### Situation postérieure aux attentats
À la suite des attentats du 13 novembre 2015, les niveaux Vigipirate restent inchangés : alerte attentat en Île-de-France et vigilance renforcée sur le reste du territoire, mais de nouvelles instructions sont données. Le dispositif est durci particulièrement en ce qui concerne les rassemblements de masse, le contrôle d'accès des personnes, véhicules et objets entrant dans les bâtiments recevant du public. La surveillance renforcée des sites industriels est également rappelée.
Dans ce cadre, la préfecture de police de Paris a lancé une alerte demandant aux habitants de « ne pas sortir », de renforcer la sécurité aux abords des établissements recevant du public et d’interrompre tout événement et manifestation en cours. La préfecture a mis en place un numéro gratuit pour que les citoyens puissent transmettre toute information. Les stations de métro proches ont été fermées sur ordre de la préfecture de police. L'académie de Paris indique que les établissements scolaires et universitaires sont également fermés le samedi 14 novembre. La mairie de Paris annonce que tous les lieux publics de la ville (mairies comprises) restent fermés le 14 novembre 2015. Seuls les services de l'état civil sont ouverts. Les manifestations sont aussi suspendues. En outre, dans la nuit du 14 au 15 novembre 2015, les éclairages de la tour Eiffel s'éteignent, en signe de deuil. Toutes les compétitions sportives d'Île-de-France du week-end du 14-15 novembre sont suspendues.
Le 2 décembre 2015, les interdictions de sorties occasionnelles et de voyages scolaires en Île-de-France sont levées par le ministère de l'Éducation nationale, excepté les sorties vers le site de la COP 21, une levée plus tôt que prévu puisque ces interdictions étaient prévues jusqu'au 6 décembre. Les voyages scolaires doivent toutefois faire l'objet d'une information préalable auprès du rectorat. Les équipes qui encadrent les élèves doivent également assurer une vigilance accrue lors de ce type de déplacement,.

#### Campagne de communication sur les réflexes à avoir en cas d’attaque terroriste
Le 3 décembre 2015, le gouvernement lance une campagne de communication sur les réflexes à avoir en cas d’attaque terroriste. S'échapper, se cacher, alerter, telles sont les trois étapes à respecter en cas d'attaque terroriste, selon la fiche réflexe diffusée par le gouvernement. L'affiche, reprenant dans la forme la signalétique des consignes de sécurité présentes à bord des avions, devrait être diffusée et affichée dans les lieux publics : stades, aéroports, salles de concert ou de spectacle, les préfectures, les mairies, les grands magasins et les gares. Elle sera également diffusée sur Internet et sur les réseaux sociaux pour permettre à tout un chacun de la consulter, de l'imprimer ou de l'afficher dans un lieu utile. Elle doit être ultérieurement complétée par une vidéo.
Le Royaume-Uni avait diffusé en novembre 2014 une campagne de communication similaire intitulée « Run, hide, tell » (courir, se cacher, avertir). À l'époque, la distribution de tels tracts dans les transports en commun londoniens avait provoqué la colère des voyageurs, de nombreux usagers la jugeant anxiogène,. Aux États-Unis, la ville de Houston avait diffusé trois jours après le massacre du cinéma d'Aurora dans le Colorado, qui s’était produit dans la nuit du 19 au 20 juillet 2012, un clip vidéo prodiguant également des conseils de réflexes en cas d’attaque terroriste légèrement différents : "Run, Hide, Fight" soit "Courez, cachez-vous, battez-vous".

## État d'urgence

### Période du 14 au 26 novembre 2015
François Hollande réunit le conseil des ministres le samedi 14 novembre à 15h00 et décrète l'état d'urgence sur tout le territoire métropolitain et en Corse. C'est la première fois depuis la période de la Guerre d'Algérie, au début des années 1960, qu'il est déclenché sur toute la France métropolitaine. Le décret pris à l’occasion des émeutes de 2005 dans les banlieues s'était limité à 25 départements, incluant ceux de l'Île-de-France,, et celui décrétant l'état d'urgence du 25 janvier au 30 juin 1985 concernait uniquement la Nouvelle-Calédonie,. Trois jours plus tard, l'état d'urgence est étendu à tous les départements d'outre-mer. Mais il ne s'applique pas à Wallis-et-Futuna, la Nouvelle-Calédonie et la Polynésie française (territoires où est maintenu cependant le plan Vigipirate renforcé), ainsi qu'à Saint-Pierre-et-Miquelon, dans des zones qui sont pour l'instant considérées comme moins sous la menace d'un danger djihadiste.
L'état d'urgence est un régime d'exception décrété en conseil des ministres en application de la loi du 18 avril 1955 et ne peut être prolongé au-delà de douze jours que par la loi. Le ministre de l’intérieur, pour l’ensemble du territoire, et le préfet, dans le département, peuvent :
- interdire la circulation des personnes ou des véhicules dans les lieux et aux heures fixés par arrêté ;
- instituer, par arrêté, des zones de protection ou de sécurité où le séjour des personnes est réglementé ;
- interdire le séjour dans tout ou partie du département à toute personne cherchant à entraver, de quelque manière que ce soit, l’action des pouvoirs publics.
- ordonner la fermeture provisoire des salles de spectacles, débits de boissons et lieux de réunion de toute nature ;
- interdire à titre général ou particulier les réunions de nature à provoquer ou entretenir le désordre.

Dans ce cadre, le préfet de police de Paris interdit les manifestations sur la voie publique du samedi 14 au jeudi 19 novembre, à midi, dans la capitale mais aussi dans les Hauts-de-Seine, la Seine-Saint-Denis et le Val-de-Marne. Les forces de sécurité intérieure sont en effet mobilisées pour « assurer la sécurisation générale de l'agglomération » et « ne peuvent être distraites de cette mission prioritaire pour assurer la sécurité spécifique des cortèges ou des rassemblements ». Tous les équipements de la ville de Paris doivent rester fermés le samedi 14 novembre : écoles, musées, bibliothèques, gymnases, piscines, marchés alimentaires, etc. La mairie annule également toutes les manifestations et ferme les mairies d'arrondissements. Seules les permanences "état civil et mariage" restent ouvertes. Les établissements scolaires et universitaires d’Ile-de-France restent également fermés, les cellules de crise des trois académies d’Ile-de-France (Paris, Créteil, Versailles) étant activées. Les voyages scolaires en France et à l'étranger sont également annulés.
Le préfet de police de Paris interdit également tout survol de drones dans toute l'Île-de-France (départements de la Zone de défense et de sécurité de Paris) jusqu'au 16 novembre à minuit.
Un second décret est adopté pour mettre en œuvre « des mesures renforcées dans l’ensemble des communes d’Ile-de-France. Ces dispositions permettent l’assignation à résidence de toute personne dont l’activité est dangereuse, la fermeture provisoire des salles de spectacles et des lieux de réunion, la remise des armes et la possibilité de procéder à des perquisitions administratives ». Deux circulaires viennent compléter ces décrets pour exposer les conditions d'application de la législation relative à cet état d'urgence :
- La circulaire Christiane Taubira rappelle aux autorités judiciaires le cadre juridique de la loi du 3 avril 1955 et les infractions spécifiques en cas de circulation dans les lieux et heures interdits ou la violation des interdictions de réunion et de la remise des armes[30].
- La circulaire de Bernard Cazeneuve présente la nature des mesures prises par les deux décrets et les sanctions à l'égard des contrevenants et les conditions de leur mise en œuvre[31].

Les rassemblements spontanés se déroulant en Île-de-France le dimanche 15 novembre 2015 malgré les interdictions inhérentes à cet état d'urgence montrent les difficultés de son application.
Déjà prévu du 13 novembre au 13 décembre, dès avant les attentats, en raison de la tenue de la COP 21, le rétablissement des contrôles aux frontières est confirmé.
Le 14 novembre, le ministre des Affaires étrangères Laurent Fabius annonce le maintien de la COP21 : « c'est une action absolument indispensable contre le dérèglement climatique ».

### Période du 26 novembre au 26 février 2016
Le projet de loi prorogeant l'état d'urgence en application de la loi no 55 385 du 3 avril 1955 et renforçant l'efficacité de ses dispositions est présenté en Conseil des ministres du 18 novembre 2015 et examiné par la commission des lois le même jour.
Le 19 novembre, l'Assemblée nationale vote la reconduction et le renforcement de l'état d'urgence pour trois mois, à la quasi-unanimité (551 voix pour, 6 voix contre, Pouria Amirshahi, Gérard Sebaoun, Barbara Romagnan, Sergio Coronado, Isabelle Attard et Noël Mamère, une abstention, Fanélie Carrey-Conte),. Ce vote modifie certains points de l'état d'urgence, en élargissant notamment les motifs d'assignation à résidence et de dissolution d'associations. Le 20 novembre 2015, le Sénat adopte à l'unanimité et définitivement le projet de loi prorogeant l'application de la loi no 55-385 du 3 avril 1955 relative à l'état d'urgence et renforçant l'efficacité de ses dispositions Voté par scrutin public à la demande du Président du Sénat conformément à l'article 66 du règlement. Résultat du scrutin no 64 : nombre de votants : 348, exprimés : 336, pour : 336, contre : aucun, abstention : 12. Enfin, le président de la République promulgue la loi no 2015-1501 du 20 novembre 2015 « prorogeant l'application de la loi n° 55-385 du 3 avril 1955 relative à l'état d'urgence et renforçant l'efficacité de ses dispositions ».
Après la prolongation de l'état d'urgence, la France informe le 24 novembre le Conseil de l'Europe qu’elle va « déroger » à la Convention européenne des droits de l'homme en vertu de son article 15. Cette procédure vise à la prévenir d’éventuelles condamnations devant la CEDH. Selon l'ancien président de la Ligue des droits de l’homme Michel Tubiana, cette démarche « n’enlève aucune compétence à la Cour européenne des droits de l’homme pour juger d’éventuelles atteintes aux droits fondamentaux. Simplement, la cour jugera avec plus de souplesse », par exemple dans le cas où une personne visée par une perquisition administrative dans le cadre de l’état d’urgence voudrait en contester le bien-fondé devant la CEDH. Toutefois, une telle procédure ne saurait dispenser de respecter certains droits fondamentaux inaliénables comme l'interdiction de la pratique de la torture.
La loi prolonge l'état d'urgence pour trois mois à compter du 26 novembre 2015, date à laquelle le décret du 14 novembre 2015 cesse de produire ses effets sauf décision du gouvernement de l’interrompre avant, dans ce cas par décret, ou au contraire de demander une nouvelle prolongation. Cette loi modifie également certains points de l'état d'urgence, en élargissant notamment les motifs d'assignation à résidence et de dissolution d'associations.
Selon un bilan publié le 24 novembre par le ministère de l'Intérieur, les forces de l'ordre ont réalisé en dix jours 1233 perquisitions, menées dans des appartements, des maisons, des établissements de restauration ou des lieux de culte. Elles ont abouti à 165 interpellations, dont 142 aboutissant à des gardes à vue, et la saisie de 230 armes. Elles ont également débouché sur 266 assignations à résidence.

### Période du 26 février 2016 au 1er novembre 2017
L’état d’urgence est prolongé plusieurs fois jusqu'au 1er novembre 2017, soit sur une durée de 719 jours. Il est levé après le vote d'une nouvelle loi intégrant dans la législation certaines dispositions proches de l'état d'urgence. Assurant que la nouvelle loi offrait une protection aussi efficace des citoyens « La loi que nous avons faite nous permet de gérer ce genre de situation, et surtout de prévenir un certain nombre d'attentats », le ministre de l'intérieur Gérard Collomb n'excluait pas un retour de l'état d'urgence en cas de crise aiguë : « si elle devenait extrêmement dramatique, nous pourrions revenir à cet état d'urgence ».

### Critiques
Les médias font état de diverses interventions musclées et d'arrestations injustifiées,,. La Quadrature du Net, la Ligue des Droits de l’Homme, Human Rights Watch, Europe Écologie Les Verts ou encore Christine Lazerges, la présidente de la Commission nationale consultative des droits de l’homme (CNCDH) font part de leur inquiétude et recensent un certain nombre d'opérations policières semblant excessives, erronées ou hors de propos,,,. L'état d'urgence sert ainsi à perquisitionner et à assigner à résidence des militants proches des milieux zadistes et écologistes, à l'approche de la COP21.
À l'approche de la Conférence COP21, les manifestations prévues à Paris sont interdites. Des militants écologistes alternatifs sont visés par des mesures répressives préventives utilisant les mesures étendues permises par l'état d'urgence : assignations à résidence, perquisitions, etc.,. Plusieurs intellectuels français, dont Frédéric Lordon et Julien Salingue, publient dans Libération une tribune appelant à manifester malgré l'interdiction, dénonçant la « mise sous tutelle sécuritaire de la population tout entière ». Le dimanche 29 novembre, un rassemblement est dispersé place de la République.
Le 30 novembre, Mediapart publie « L'appel des 58 » à l'initiative de Noël Mamère, Jean-Baptiste Eyraud et Olivier Besancenot. 58 personnalités de différents mouvements, artistes, intellectuels, députés et responsables politiques lancent un appel à la liberté « de se réunir, de parler, de se rassembler et de manifester ses opinions » pendant l'état d'urgence et contre la criminalisation des mouvements sociaux. Elles exigent « la levée des interdictions de manifester »,,.
Dans une motion votée lors de son congrès les 28 et 29 novembre, le Syndicat de la magistrature estime que « la lutte contre le terrorisme est détournée : les interdictions de manifestations, perquisitions et assignations à domicile visent jusqu'aux militants. En mettant en place une répression aveugle et incontrôlée, ces mesures dispersent inutilement des forces de police qui seraient bien mieux employées à la détection et la prévention des projets criminels avérés. ». Le 2 décembre, 333 citoyens, responsables et militants associatifs, syndicaux ou politiques lancent un Appel pour la levée de l'état d'urgence : « Sous couvert de combattre « le terrorisme », l'état d'urgence fait peser un danger sérieux sur nos libertés démocratiques, individuelles, sociales et politiques et sur la démocratie. »
En janvier 2016, la Ligue des droits de l'homme saisit le Conseil d'état d'un référé-liberté pour lui demander de suspendre l'état d'urgence ou de l'ordonner au Président de la République. La requête est rejetée par la décision du 27 janvier. Le fait que « le péril imminent qui a conduit, à la suite d’attentats d’une nature et d’une gravité exceptionnelles, à déclarer l’état d’urgence n’a[it] pas disparu (...) le juge des référés du Conseil d’État estime que la décision du Président de la République de ne pas mettre fin à l’état d’urgence ne porte pas d’atteinte grave et manifestement illégale à une liberté fondamentale ».
Le 28 janvier 2016, un regroupement de juristes a rendu public une étude de la nature et des conséquences juridiques et démocratiques de l'état d'urgence, un document intitulé « L'urgence d'en sortir » et signé, entre autres, par le Syndicat de la magistrature (SM), le Syndicat des avocats de France (SAF), l'Observatoire international des prisons - section française (OIP-SF), la Quadrature du Net (LQDN), le Groupe d'information et de soutien des immigré.e.s (GISTI).
Le 3 février 2016, Amnesty international publie un rapport sur l'application de l'état d'urgence et demande sa levée le 26 février 2016, déclarant « que des pouvoirs exécutifs étendus, assortis de très peu de contrôles sur leur application, ont causé toute une série de violations des droits humains », « des mesures d’urgence brutales, notamment des perquisitions de nuit et des arrêtés d’assignation à résidence, bafouent les droits de centaines d’hommes, de femmes et d’enfants, qui en ressortent traumatisés et stigmatisés », estime qu'il y a « très peu de résultats concrets » dus à l'état d'urgence, affirmant « 3 242 descentes effectuées au cours des mois précédents » qui ont donné lieu « à quatre enquêtes préliminaires pour des infractions liées au terrorisme et à 21 enquêtes pour le motif d’apologie du terrorisme, aux contours flous », ainsi qu’à « 488 enquêtes supplémentaires ouvertes à la suite de ces perquisitions, mais pour des infractions pénales non liées au terrorisme ».
Le 9 décembre 2015, la commission des lois de l’Assemblée nationale a saisi la Commission nationale consultative des droits de l’homme (CNCDH), autorité administrative indépendante, ne pouvant faire que des recommandations, au sujet de l'état d'urgence. Le 19 février 2016, celle-ci a publié son avis : elle y parle de « dérives » et de « détournements » de l’état d’urgence qui constituent « un recul injustifiable de l’État de droit », affirmant que les mesures prises sont, « pour l’essentiel », « de nature à stigmatiser une population et une appartenance religieuse », elle dénonce « la réalité des mesures de l’état d’urgence ». Son avis cite notamment, lors des perquisitions, « l’absence de prise en compte de la présence potentielle de mineurs ou de personnes vulnérables (femmes enceintes, personnes âgées, handicapées, etc.) », « la commission de violences physiques » et « psychologiques », « la pratique du menottage », « la dégradation volontaire ou involontaire d’emblèmes religieux ou d’objets cultuels », « des dégâts matériels quasi systématiques », « des propos déplacés, vexatoires, voire injurieux, tenus par les agents de police et de gendarmerie (…) ou à effet discriminatoire ». Au sujet des assignations à résidences, elle affirme que « du fait des pointages imposés, la vie familiale et professionnelle ne peut qu’en être lourdement désorganisée ». Elle s’indigne « des détournements de l’état d’urgence, sans lien avec la lutte contre le terrorisme, pour entraver des manifestations d’écologistes, de syndicalistes, et pour lutter contre l’immigration clandestine ». Au sujet de l’efficacité du contrôle par le juge administratif, la CNCDH juge qu’elle est « trop souvent entravée par la pauvreté des pièces (notes blanches) soumises au contrôle du juge ». Elle « rappelle avec force que l’état d’exception, qui doit demeurer provisoire, ne saurait devenir permanent : il a pour seul et unique objectif un retour rapide à la normalité », que les arguments avancés par le gouvernement pour proroger l'état d'urgence reviennent « à faire d’un état d’exception un état permanent », et que la commission « ne peut que s’alarmer de ce qui serait une réelle dégradation de l’État de droit ».

### Nouvelles dispositions sécuritaires de la loi de prorogation de l'état d'urgence

#### Régime des assignations à résidence
Le régime des assignations à résidence est modernisé et élargi à toute personne à l'égard de laquelle il existe des raisons sérieuses de penser que son comportement constitue une menace pour la sécurité et l'ordre public. Les conditions de l'assignation à résidence sont précisées s'agissant des escortes, des règles de pointage aux services de police ou de gendarmerie nationales. Il pourra être interdit à la personne assignée à résidence d'entrer directement ou indirectement en contact avec des personnes soupçonnées également de préparer des actes portant atteinte à l'ordre public. La commission administrative chargée de donner un avis sur la contestation de l'intéressé est supprimée et remplacée par le recours de droit commun devant la juridiction administrative.
L'Assemblée nationale vote un amendement déposé en dernière minute par le gouvernement autorisant le recours au bracelet électronique pour contrôler certains assignés à résidence. La décision concerne les personnes assignées à résidence qui ont été condamnées « à une peine privative de liberté pour un crime qualifié d'acte de terrorisme ou pour un délit recevant la même qualification puni de dix ans d'emprisonnement, et ont fini l'exécution de leur peine depuis moins de huit ans. Il faudra l'accord de la personne concernée recueilli par écrit ». Lors de la présentation de la mesure, Manuel Valls indique qu'il s'agit de "concilier l'objectif de sauvegarde de l'ordre public avec les droits et libertés constitutionnellement protégés".
Le 24 novembre, la France informe le Conseil de l'Europe qu'elle va « déroger » à la Convention européenne des droits de l'homme en vertu de son article 15. Cette procédure vise à la prévenir d'éventuelles condamnations devant la CEDH. Selon l'ancien président de la Ligue des droits de l'homme Michel Tubiana, cette démarche « n'enlève aucune compétence à la Cour européenne des droits de l'homme pour juger d'éventuelles atteintes aux droits fondamentaux. Simplement, la Cour jugera avec plus de souplesse », par exemple dans le cas où une personne visée par une perquisition administrative dans le cadre de l'état d'urgence voudrait en contester le bien-fondé devant la CEDH.

#### Régime des perquisitions
Le régime des perquisitions fait également l'objet de précisions. Ainsi, aucune perquisition administrative ne pourra viser les locaux affectés à l'exercice d'un mandat parlementaire ou à l'activité professionnelle des avocats, magistrats ou journalistes. Le procureur de la République sera informé de toute décision de perquisition, qui se déroulera en présence d'un officier de police judiciaire. Lors de ces perquisitions, il pourra être fait copie sur tout support des données stockées dans tout système informatique ou équipement.

#### Dissolution des associations
La loi ouvre la possibilité de dissoudre les associations ou groupements de faits qui participent, facilitent ou incitent à la commission d'actes portant une atteinte grave à l'ordre public, et qui comportent en leur sein des personnes assignées à résidence.

#### Contrôle de la presse
Le contrôle de la presse ou de la radio, prévu par la loi de 1955 mais jamais utilisé, est supprimé dans la loi votée en novembre 2015.

### Contrôle d'application de la loi

#### Perquisitions dans le cadre de l'état d'urgence
L'état d'urgence permet de mener 168 perquisitions dites « administratives » (sans autorisation judiciaire) durant la nuit du 15 au 16 novembre,. Au 18 novembre, le Ministère de l'Intérieur revendique après trois nuits : 414 perquisitions administratives et 64 interpellations conduisant à 60 gardes à vue permettant 75 saisies d'armes, dont 11 armes de guerre, 33 armes longues et 31 armes de poing, ainsi que 44 découvertes de produits stupéfiants, alors que 118 assignations à résidence ont été prononcées.
Au 24 novembre 2015 ont été réalisées 1 233 perquisitions administratives, qui ont abouti à 165 interpellations débouchant sur 142 gardes à vue, la saisie de 230 armes et la prononciation de 266 assignations à résidence. Le 26 novembre, le Préfet du Rhône procède à la fermeture administrative de la mosquée de l’Arbresle, par « crainte de risques de radicalisation et d’atteinte à la sécurité ainsi qu’à l’ordre public. » Le 2 décembre 2015, c'est au tour de la mosquée de Lagny-sur-Marne d'être fermée par arrêté préfectoral, après la découverte entre autres d'une arme et de documents appelant au djihad.
Entre le 14 novembre et le 15 décembre le nombre de perquisitions administratives réalisées est de 2764. Elles ont permis la découverte de 435 armes, la constatation de 422 infractions, l'interpellation de 339 personnes dont 299 ont été mises en garde à vue.

#### Modalités de contrôle d'application de la loi
Lors d'une conférence de presse le 2 décembre 2015 au ministère de l'Intérieur, Bernard Cazeneuve précise que l'action de ses services est soumise à un triple contrôle : interne d'abord, avec des « consignes extrêmement strictes pour que les perquisitions administratives et décisions individuelles soient garantes des principes de l'Etat de droit », juridique ensuite par les tribunaux administratifs et enfin parlementaire. Le ministre a confirmé la mise en place d'un tel contrôle avec un bilan quotidien transmis à des parlementaires de la majorité comme de l'opposition.
Les députés ont opté pour un suivi « en temps réel » des mesures engagées dans le cadre de l'état d'urgence, notamment les perquisitions administratives et les assignations à résidence. Des informations et des indicateurs seront publiés sur le site Internet de l’Assemblée, qui accueillera un espace consacré à ce sujet. Les deux corapporteurs de la loi du 20 novembre prorogeant l’état d’urgence, Jean-Jacques Urvoas (PS, Finistère), président de la commission, et Jean-Frédéric Poisson (LR, Yvelines), sont chargés de piloter sa mise en œuvre. Ils disposeront d’un droit de contrôle sur place et sur pièces et pourront donc aller dans les services du ministère de l’Intérieur, réclamer des documents, mais également vérifier ce qui se passe sur le terrain « de jour comme de nuit ». Les personnes qu’ils convoqueront en audition ne pourront refuser de venir, et devront prêter serment de dire la vérité, sous peine de sanctions pénales. Entre le 27 novembre et le 17 décembre 2015, 60 courriers ont ainsi été envoyés au ministère de l'intérieur et 44 réponses ont été reçues.
Au Sénat, la commission des Lois a créé, le 25 novembre, un comité de suivi de l’état d’urgence qui doit procéder à des auditions,.

## Mesures législatives

### Projet de révision de la Constitution
Une révision de la Constitution est proposée par le gouvernement français afin de pouvoir retirer la nationalité française aux individus considérés comme terroristes et possédant deux nationalités. Le 16 novembre 2015, François Hollande annonce devant le Congrès du Parlement : « Nous devons pouvoir déchoir de sa nationalité française un individu condamné pour une atteinte aux intérêts fondamentaux de la Nation ou un acte de terrorisme, même s'il est né Français, je dis bien même s'il est né Français, dès lors qu'il bénéficie d'une autre nationalité ».
Le gouvernement présente au Conseil des ministres du 23 décembre 2015 un projet de loi constitutionnel visant à donner une base constitutionnelle à l'état d'urgence et prévoyant l'extension de la déchéance de la nationalité aux binationaux nés français. Il doit être débattu à l'Assemblée nationale à partir du 3 février 2016.
Pour Anne-Marie Le Pourhiet, professeur agrégé de droit public, cette révision constitutionnelle est parfaitement inutile pour la simple raison que sur le plan juridique, tout ce qu’elle contient relève de la loi ordinaire et peut-être décidé sans modifier la Constitution.
En commission, les Sénateurs restreignent le déchéance de nationalité aux seuls binationaux afin d'éviter de créer des apatrides : « [la déchéance] ne peut concerner qu'une personne condamnée définitivement pour un crime constituant une atteinte grave à la vie de la Nation et disposant d'une autre nationalité que la nationalité française ». Le texte réserve cette sanction aux seuls crimes, le sénateur Philippe Bas expliquant : « Nous n'avons pas voulu autoriser à déchoir quelqu'un qui a commis un délit punissable d'un an de prison ». Enfin, justifiant que la nationalité étant une prérogative étatique, les sénateurs ont décidé que la sanction serait prise par décret sur avis conforme du Conseil d'État et non par le juge. Par ailleurs, le Sénat a limité à trois mois la période relative aux dispositions de l'état d'urgence débattu à l'article 1 du projet de loi.

### Projet de loi sur la lutte contre la criminalité organisée
Le premier ministre Manuel Valls présente lors du Conseil des ministres du 23 décembre les grands principes du futur « projet de loi renforçant la lutte contre la criminalité organisée, son financement, l’efficacité et les garanties de la procédure pénale » qui doit être soumis en janvier 2016 au Conseil d’État et qui doit intégrer des éléments de lutte contre le blanchiment, issus d’un texte présenté par le ministre des finances, Michel Sapin ; des propositions du ministère de l’intérieur en matière de surveillance de certains éléments radicaux ; et d’autres mesures proposées par la justice portant sur les compétences du parquet.
La [[Loi renforçant la lutte contre le crime organisé, le terrorisme et leur financement, et améliorant l'efficacité et les garanties de la procédure pénale|loi « renforçant la lutte contre la criminalité organisée, son financement, l’efficacité et les garanties de la procédure pénale]] » est adoptée le 8 mars 2016 par 474 voix contre 32 avec 32 abstentions et inclut des dispositions controversées telles qu'une possible retenue administrative de quatre heures pour vérifier la situation d’une personne, le renforcement du contrôle administratif des personnes de retour « d’un théâtre d’opérations terroristes », et l’usage assoupli des armes par les forces de l’ordre.

### Renforcement des moyens budgétaires
Discours du 16 novembre 2015 devant le Congrès, François Hollande annonce un renforcement des moyens forces de l'ordre et judiciaires avec la création de 5 000 emplois supplémentaires seraient créés dans la police et la gendarmerie, 2 500 dans la justice et 1000 dans les douanes, ainsi qu'une suspension de la réduction des effectifs militaires jusqu’en 2019. La loi de finances est amendée en conséquence avec une dépense supplémentaire pour la sécurité de 600 millions d'euros pour 2016, ainsi que 273 millions pour la défense.

### Sécurité des transports
Assurer la sécurité de toutes les lignes de transport ferroviaire est une tâche très complexe. La SNCF dénombre en effet 3 029 gares voyageurs et fait circuler 15 000 trains par jour en moyenne, transportant 4 millions de voyageurs. La seule gare du Nord, la plus fréquentée de France, voit passer un million de voyageurs et 1 500 trains par jour.
La ministre des transports Ségolène Royal annonce que « des portiques de sécurité seront installés [par la SNCF] pour l'accès aux lignes Thalys avant le 20 décembre. Des brigades canines pour la détection d'armes et d'explosifs vont être déployées. »
La proposition de loi du député Gilles Savary relative « à la prévention et à la lutte contre les atteintes graves à la sécurité publique, contre le terrorisme et contre la fraude dans les transports publics de voyageurs » dont l'examen devait débuter quelques jours après les attentats est reportée. Originellement inspiré par un renforcement de la lutte contre la fraude, le texte a prévu de renforcer la lutte contre les attentats après l'attentat du train Thalys en août 2015 en donnant notamment plus de pouvoir aux agents de sécurité. Les principales dispositions du texte doivent être reprises dans un texte du Gouvernement.
Le projet de loi est adopté le 9 mars 2016 et la loi promulguée le 23 mars 2016. Les agents de sécurité de la RATP et de la SNCF peuvent retenir une personne qui refuserait de se prêter à un contrôle d'identité dans l'attente des forces de l'ordre. Les entreprises peuvent exiger des titres de transport nominatifs. Enfin, les images de vidéosurveillance des opérateurs peuvent être transmises en temps réel aux forces de l'ordre. Depuis la publication d'un décret d'application entré en vigueur au 1er octobre 2016, les agents sont habilités à fouiller des bagages (avec l'accord des passagers), à procéder à des palpations de sécurité, ou à permettre aux policiers, sous conditions, l'inspection visuelle des bagages à main et leur fouille pour prévenir une atteinte grave à la sécurité des personnes et des biens. En cas de refus du passager de s'y soumettre, celui-ci peut se voir refuser l'accès aux moyens de transport. De plus, des agents de la RATP et de la SNCF pourront travailler armés et en tenue civile, mais ils doivent toutefois avoir suivi une formation particulière et justifier d'une expérience d'au moins cinq ans au sein de leur service puis obtenir un agrément du Préfet compétent de leur établissement de rattachement.
Après l'attentat du métro de Saint-Pétersbourg qui a fait 14 morts le 3 avril 2017, le préfet de police de Paris, Michel Cadot, autorise le 4 avril les officiers de police judiciaire à « procéder à des contrôles d'identité, à l'inspection visuelle et la fouille des bagages dans les transports en commun de voyageurs par voie ferrée de Paris » sans motif particulier pour la journée du 5 avril entre 7 h 0 et 22 h 0. De telles mesures temporaires et exceptionnelles mais renouvelables avaient déjà été prises dans le cadre de l'état d'urgence notamment pour l'arrivée du Tour de France en juillet 2016

### Controverse sur les mesures législatives
Human Rights Watch considère que : "Les pouvoirs de la France en matière de lutte contre le terrorisme laissent la porte ouverte aux abus. Une loi antiterroriste de novembre 2017 a incorporé certains pouvoirs d’urgence dans le droit commun, donnant aux autorités des pouvoirs sans garanties judiciaires, et qui mettent à mal les droits à la liberté, à la sécurité, à la liberté de mouvement, au respect de la vie privée, et à la liberté d’association et d’expression"[source secondaire souhaitée].

## Débats européens sur la circulation dans l'espace Schengen
L’échec des plans de réinstallation de réfugiés, la multiplication des contrôles aux frontières intérieures et les menaces d'entrées de terroristes l’espace Schengen sans passeport rendent nécessaire une adaptation des procédures de contrôle pour ne pas menacer l'acquis communautaire de la liberté de circulation à l'intérieur de l'espace Schengen. Les chefs d’État et de gouvernement modification du code Schengen, qui régit le fonctionnement de l’espace européen, et le renforcement du rôle de l’agence Frontex. Sont également débattus une extension du système d'information Schengen (SIS) afin que ce fichier incorpore mieux les données sur les combattants étrangers et qu'il soit couplé avec le VIS, le système d’information sur les visas.

## Évaluation et enquêtes en France

### Évaluation du renseignement
Spécialiste des questions de défense, François Heisbourg, plaide pour grande remise à plat du dispositif de renseignement après les deux séries d'attentats de 2015, comme l'ont fait les Américains après les attentats du 11 septembre 2001. Il propose la mise en place d'une « commission nationale devrait être composée de 20 à 30 personnes, désignées à parité par les instances exécutives et législatives ». Si les tentatives d'attentats ont été déjouées de 1996 à 2012, puis après les attentats commis par Mohammed Merah, une enquête a mis en lumière les mauvaises relations entre la DGSE et la DCRI ou entre l'antenne toulousaine et son siège parisien. Ainsi, les évolutions législatives sur le renseignement votées en 2015 étaient déjà arrêtées avant janvier 2015 et leurs choix n'ont pas été évalués par la suite. Il estime que cette commission devrait aussi évaluer les conditions d'intervention de la BRI au Bataclan et lever les zones d'ombre de l'opération policière du 18 novembre à Saint-Denis.

### Commission d'enquête parlementaire
L'Assemblée nationale crée début 2016 une commission d’enquête parlementaire de 30 membres présidée par le député LR du Rhône Georges Fenech et dont le rapporteur est le député PS des Hauts-de-Seine Sébastien Pietrasanta sur les « moyens mis en œuvre par l'État pour lutter contre le terrorisme depuis le 7 janvier 2015 » incluant donc les attentats de janvier 2015 comme ceux 13 novembre. Elle doit rendre son rapport en juillet 2016.

## Mesures sécuritaires

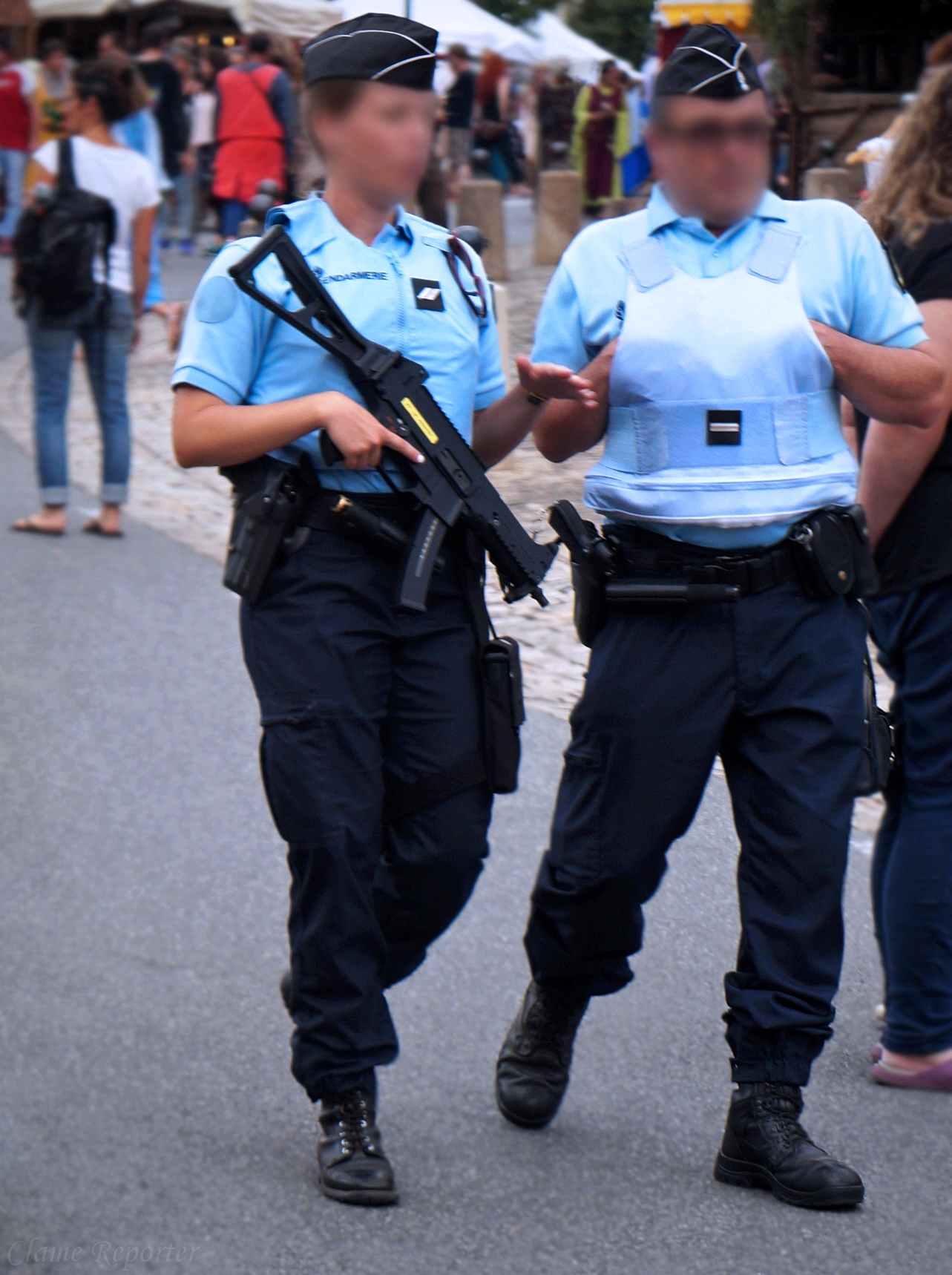
Patrouille de gendarmerie nationale armée d'un HK UMP assurant la sécurité d'une festivité en province

### Sécurité des établissements d'enseignements
Depuis 2002, chaque établissement d’enseignement doit élaborer un plan particulier de mise en sécurité (PPMS) face aux risques majeurs, document qui prend en compte les risques prévisibles auxquels l'établissement est exposé et qui détermine les mesures nécessaires pour assurer la mise en sûreté des élèves et des personnels en cas d’accident majeur. Les écoles et les établissements doivent en effet se préparer à affronter et gérer ces événements de la manière la mieux appropriée. Cette démarche inclut l’analyse des risques, l’identification des moyens de protection.
Le 25 novembre 2015, le Ministère de l’Éducation nationale publie une nouvelle circulaire abrogeant et remplaçant celle du 29 mai 2002, qui donne en particulier accès à un nouveau guide d’élaboration du PPMS. Un des principaux changements est la prise en compte désormais du risque « attentats ».

### Sécurité des sites industriels et militaires
Par un décret du 23 février 2006, l'État a répertorié une liste classée secret-défense de 1 369 points d'importances vitales à travers le pays que complète une liste de 78 infrastructures critiques de niveau européen dont l'attaque affecter simultanément plusieurs pays. Dans le cadre du plan Vigipirate, les exploitants des 1 171 sites classés Seveso peuvent demander l’appui des forces de l’ordre afin de renforcer la surveillance aux environs. L'attaque de l'usine Air Products de Saint-Quentin-Fallavier le 26 juin 2015, où un terroriste décapite son patron avant de tenter d'incendier le site classé Seveso en dévissant tour à tour des bonbonnes de gaz et d'acétone impulse à un renforcement des mesures de sécurité des installations classées. En juillet, le gouvernement annonce avoir déjoué une attaque contre le camp militaire de Fort Béar (Pyrénées-Orientales) envisagée par trois terroristes (dont on apprend ensuite qu'elle visait le sémaphore de Béar, installation de la Marine nationale, située 700 m plus à l'est) alors que le même mois, plusieurs explosions retentissent sur un site pétrochimique près de l’Étang de Berre et que 200 détonateurs et pains de plastique sont volés sur un site militaire à Miramas. Une réflexion est lancée après ces faits pour adopter de nouveaux protocoles pour repérer la radicalisation de personnes déjà employées par les entreprises en coopération avec le Secrétariat général de la Défense et de la Sécurité nationale (SGDSN). L'Agence nationale de la sécurité des systèmes d'information (ANSSI) met l'accent sur la cybersécurité pour, au-delà de l'espionnage industriel, prévenir la possible collusion entre terroristes ou états ennemis et pirates informatiques. Concernant la surveillance des sites militaires, la vidéosurveillance a plus remplacé que complété les patrouilles. Le plus important site français de stockage de munitions à Brienne-le-Château (Aube) n’est lui équipé d’aucun moyen vidéo. D'où le besoin pointé d’endiguer la réduction des effectifs des forces de soutien sur le territoire.
Les centrales nucléaires sont protégées par 800 agents du Peloton spécialisé de protection de la Gendarmerie (PSPG), formés par le Groupe d'intervention de la Gendarmerie nationale (GIGN) et répartis dans les 19 centrales. Chaque année 100 000 enquêtes administratives» sont réalisées sur les salariés d’EDF et intervenants extérieurs qui aboutissent au retrait d'autorisation d'accès de 700 personnes. Des chiffres stables par rapport à la période précédant les attentats

### Schéma national d'intervention
Afin de répondre à la menace terroriste et en particulier aux situations de tuerie de masse, le ministre de l’Intérieur Bernard Cazeneuve, a demandé la mise au point d’un schéma national d’intervention qu'il a présenté le 19 avril 2016.
Ce schéma national a été conçu par l’Unité de coordination des forces d’intervention (UCoFI), en lien avec la direction générale de la Police nationale, la direction générale de la Gendarmerie nationale et les principales unités d’intervention spécialisée (le GIGN pour la gendarmerie nationale, le RAID pour la police nationale et la BRI pour la préfecture de police de Paris). L’objectif est de faire cesser le plus rapidement possible une attaque, y compris en cas d’actions simultanées.
La gradation de l’intervention est déterminée selon 3 niveaux d’engagement :
- Intervention élémentaire : L’action des policiers et gendarmes de terrain qui patrouillent et sécurisent au quotidien constitue le premier niveau d’engagement. Ils sont les primo-intervenants appelés à empêcher la réitération d'une tuerie, à contenir le danger et à sécuriser le périmètre.
- Intervention intermédiaire : Le deuxième niveau est constitué par les équipes d'interventions des unités de proximité. Pour la Police nationale, il s'agit de la BRI régionales dépendantes de la DCPJ, des Brigades anti-criminalité, des SPI4G des CRS, des Compagnies départementales d'intervention, des Sections Départementales d'Interventions] et autres unités assimilées. Pour la Gendarmerie, il s'agit des PSIG Sabre et des pelotons d'intervention de gendarmerie mobile. Ces policiers assurent la première intervention dans les meilleures délais. L’objectif est de fixer immédiatement les terroristes afin qu’ils se retranchent tout en préservant la vie des otages et des membres des forces de l’ordre.
- Intervention spécialisée : L’intervention spécialisée est dévolue au RAID et à ses antennes, au GIGN et à ses antennes, ainsi qu’à la BRI-PP. Ces forces sont censées procéder à l'assaut final et à la neutralisation des terroristes.

Le schéma ne remet pas en cause la compétence territoriale déterminée par le zonage « police nationale » ou « gendarmerie nationale ». Les forces de police et de gendarmerie conservent leurs zones de compétence actuelles pour l’accomplissement de leurs missions de sécurité du quotidien. Toutefois, la procédure d’urgence absolue (PUA) prévoit désormais, sur décision du préfet de département, la suspension des zones de compétence territoriale, limitée au temps de la réaction et au lieu de crise, afin d’optimiser la réponse des forces de sécurité intérieure. Elle sera utilisée systématiquement dans une situation de gravité extrême (tuerie de masse, prise d’otages massive avec péril imminent des otages, actions kamikazes, etc.). Cela signifie qu’en cas de mise en œuvre de la PAU, toutes les unités peuvent d’intervenir en urgence sur tous les points du territoire sans critère de compétence autre que la proximité et la disponibilité immédiate.

### Police nationale et Gendarmerie nationale
En février, le ministre de l'intérieur Bernard Cazeneuve annonce que les BAC seront dotées fusils d’assaut HK G 36. Elles seront également équipées de 241 boucliers balistiques souples, qui avec les gilets pare-balles permettront de résister aux Kalachnikov, de 240 fusils d’assaut, 1 474 casques et visières balistiques, 1 835 gilets pare-balles. En septembre 2016, le général Lizurey constate qu'« un effort important a été réalisé ces quatre dernières années. En 2016, nous recrutons 2300 personnels de plus. C'est du jamais vu. Nous allons aussi livrer cette année 3 000 véhicules à nos unités. Les armes, les gilets pare-balles sont en cours de dotation. »
Le 19 avril 2016, Bernard Cazeneuve annonce la création de quatre nouvelles antennes du GIGN à Nantes, Reims, Tours et Mayotte et trois du RAID seront créées à Toulouse, Montpellier et Nancy. Les effectifs de Brigade de recherche et d'intervention (BRI), «l'antigang», seront doublés afin que toutes ces unités d'élite des forces de l'ordre puissent faire face à un «attentat de masse» selon les termes du ministère de l'Intérieur. Ce nouveau schéma veut avant tout réduire le délai d’intervention, un facteur jugé déterminant pour limiter le nombre de victimes, avec un objectif non officiel de 20 à 30 minutes. En cas de crise grave ou d’attaque d’envergure, les traditionnelles zones de compétences qui créent des frontières dans l’intervention des gendarmes et des policiers seront suspendues.
En juin, Bernard Cazeneuve annonce la prolongation après la fin de l'état d'urgence de l'autorisation pour les policiers d'être armés en permanence, y compris hors service et sur la base du volontariat. En septembre 2016, 3 000 réservistes renforcent quotidiennement la gendarmerie, ce chiffre devant être porté à 4 000 fin 2018 pour 40 000 inscrits.

### Police municipale et agents de sécurité municipaux
Le 18 novembre 2015, François Hollande confirme aux maires que les policiers municipaux pourraient être armés par l’État, mesure déjà annoncée en janvier 2015. Il pourra en l’occurrence « apporter aux maires qui le souhaitent des armes qui seront prélevées sur les stocks de la police nationale ». Il ne s’agit donc pas d’armer systématiquement les polices municipales mais de répondre à des demandes ponctuelles des élus en mettant à disposition jusqu'à 4000 revolvers.
Le ministre de l’Intérieur Bernard Cazeneuve donne un premier bilan le 23 février 2016. Sur les 3 033 armes sont demandées par 291 communes et remises au fur et à mesure des habilitation. 626 gilets pare-balles ont  été cofinancés par l’État, au profit de 1 583 communes réparties dans 92 départements. 253 communes ont fait connaître leur intérêt pour l’interopérabilité des réseaux de radiocommunication. Enfin, les policiers municipaux on désormais un accès direct aux fichiers des permis de conduire et d’immatriculation des véhicules.
La prévention de la radicalisation est née d’une circulaire du 29 avril 2014, qui a mis en place les premiers outils de repérages et d’accompagnement des familles. D'un montant de 51,7 millions d’euros, le Fonds interministériel de prévention de la délinquance, le FIPD reçoit un abondement de complémentaire de 17,7 millions d’euros en matière de radicalisation, destinés notamment (selon la circulaire du 11 février 2016) à la protection des sites sensibles et à la protection des policiers municipaux.

### Sécurité privée
Le recours croissant aux agents de sécurité a amené la loi de sécurité publique de février 2017 dont le principal apport était de modifier les règles d’ouverture du feu en vigueur pour les agents de la force publique à autoriser en l'encadrant fortement l'armement des agents de sécurité privée à compter de janvier 2018. Il est requis de devoir faire face à « un risque exceptionnel d'atteinte à la vie » si bien que le nombre d'autorisations délivrées est estimé à un ou deux milliers sur 170 000 agents pour lesquelles les entreprises devront créer une filiale spécialisée.

### En prison
Imposé par premier ministre Manuel Valls dans la foulée des attentats de novembre 2015, le regroupement des détenus radicalisés à Fresnes (Val-de-Marne), Osny (Val-d’Oise), Fleury-Mérogis (Essonne) et Lille-Annœullin (Nord) (72 détenus en octobre 2016 pour 117 places) est abandonné par le Garde des Sceaux Jean-Jacques Urvoas fin octobre 2016 après la l'agression concertée de surveillants par des détenus à Osny le 4 septembre 2016. Le volet « évaluation », confié aux deux unités spécialisées de Fresnes et de Fleury-Mérogis, est en revanche été validé. Six « quartiers d’évaluation de la radicalisation » – quatre en Île-de-France et deux dans les régions de Toulouse et de Marseille – seront notamment réservés aux « détenus dont la radicalisation est la moins construite », alors que les profils les plus dangereux seront regroupés dans des quartiers très sécurisés en étant isolés les uns des autres.

### Sécurité des transports en commun
Plus de 2 600 agents des différents services de la police nationale, de la police aux frontières – en particulier le service national de la police ferroviaire (SNPF) - de la gendarmerie nationale, des douanes, des polices municipales et de la sous-direction régionale de la police des transports (SDRPT) pour l’Île-de-France, sont mobilisés pour sécuriser, chaque jour, environ 3 000 trains et lignes et plus de 3500 gares et stations.
Outre les forces de l'ordre, les compagnies de transport en commun ont mis en place leurs propres équipes de sécurité : la SNCF emploie 2 800 agents au sein de la Surveillance générale (SUGE) et la RATP 1 600 agents au sein du groupe de protection et de sécurisation des réseaux (GPSR).

## Implication de la population
En décembre 2015, le Conseil de Paris vote à l'unanimité la création d'une journée annuelle de formation aux premiers secours dont la première édition a lieu les 26 et 27 mars 2016. La Ville explique : « Depuis, beaucoup d’entre eux ont manifesté leur volonté de s’initier aux gestes de premiers secours. Au quotidien comme en situation de crise, ces gestes qui sauvent ont un rôle majeur, et peuvent contribuer à sauver des vies en stabilisant des blessés, le temps qu’arrivent les équipes médicales d’urgence. » La Ville souhaite proposer 10 000 initiations gratuites chaque année et 5 000 formations qualifiantes aux Parisiens et former 5 000 agents municipaux par an aux différentes actions de prévention-formation.

## Lutte contre la radicalisation
En mai 2016, le Premier ministre annonce un plan d’action contre la radicalisation djihadiste avec l'ouverture d'un centre de réinsertion pour « personnes radicalisées » ou susceptibles de basculer dans le djihadisme dans « chaque région » d’ici à la fin de 2017, le premier devant ouvrir ses portes à l'été 2016 à Beaumont-en-Véron (Indre-et-Loire). À cette fin, le budget du Comité interministériel pour la prévention de la délinquance (CIPD) doit passer progressivement de 60 à 100 millions d'euros en trois ans. Un volet psycho-clinique doit aider les personens accueillies à effectuer un travail sur leur personnalité et à développer un esprit critique sur les théories du complot ou à débattre de sujets comme la laïcité, alors qu'un second volet du programme doit concerner leur professionnalisation et l'ouverture à la culture,,. Réunissant le Comité interministériel pour la prévention de la délinquance et de la radicalisation (CIPDR), il annonce la création d'une « cellule nationale de coordination et d’appui » à l’action des préfets, des départements et des associations en son sein. À rebours de sa formule « Expliquer, c'est déjà un peu vouloir excuser », Manuel Valls annonce que le CIPDR se dotera d’un « Conseil scientifique permanent sur la radicalisation et le terrorisme ».
Le CIPDR destiné à encourager la recherche et attribuera des bourses universitaires dans ce domaine. Il pourrait coordonner un réseau de recherche et renforcer les liens entre chercheurs et fonctionnaires de l’antiterrorisme.

### Apologie du terrorisme
En 2015, 2 342 infractions d'apologie du terrorisme sont constatées par le service statistique ministériel de la sécurité intérieure, un chiffre en très forte progression para rapporta aux dix infractions mensuelles du second semestre 2014. En 2016, 1 847 infractions sont recensées avec une hausse brutale puis décroissante en quelques semaines après chaque événement terroriste, notamment via des délits d’apologie du terrorisme sur internet. Près de 83 % des mis en cause sont de nationalité française, par ordre décroissant de Paris, des Alpes-Maritimes, des Bouches-du-Rhône, du Nord, de la Seine-Saint-Denis, des Hauts-de-Seine et du Rhône. 80 % des actes consistent à présenter ou commenter favorablement des actes déjà commis, la provocation au terrorisme (une incitation directe à commettre des actes matériellement déterminés) étant plus rare.